# Шамир, Моше
Моше Шамир (ивр. משה שמיר‎) (15 сентября 1921, Цфат Хульда — 20 августа 2004, Ришон-ле-Цион) — израильский писатель, лауреат литературных премий им. А. M. M. Усышкина, им. Хаима Бренера, им. Х-Н Бялика и Государственной премии Израиля в области литературы. Писал на иврите. Признан ведущим писателем поколения Пальмаха и классиком ивритской литературы.

## Биография
Большую часть жизни провёл в Тель-Авиве. Обучался в гимназии «Герцлия». В юности был участником молодёжного движения левой ориентации «Ха-шомер ха-цаир», прожил шесть лет в кибуце этого движения.
В 1941-47 годах был членом кибуца Мишмар-ха-Эмека. В 1944 году стал бойцом «Палмаха». Во время образования Государства Израиль записался в члены партии МАПАМ. После Шестидневной войны выступил среди инициаторов создания Движения за неделимый Израиль и вступил в правоцентристскую, национал-консервативную политическую партию «Ликуд».
В 1966 году становится сотрудником редакции и литературным редактором в газете «Маарив».
В 1977 году Шамира избирают депутатом кнессета 9-го созыва по списку от партии «Ликуд». В 1978 году, во время подписания мирных соглашений с Египтом, выступил против соглашения. В 1979 году, после подписания правительством соглашения, вместе с Геулой Коэн он вышел из «Ликуда», после чего стал одним из создателей партии «Тхия» (התחייה — Возрождение).

## Творчество
В 1947 году Моше Шамир написал свой первый роман — «Ху халах ба-садот» («Он шёл по полям», в русском переводе издан в 1977 году, изд-во «Библиотека-Алия», Иерусалим). В романе описывается жизнь кибуца, будни «Пальмаха». Главный герой романа — Ури; в нём отражён жертвенного поколения борцов за израильское государство. Роман был переиздан более десяти раз, и переработан автором в пьесу и в киносценарий (в фильме по роману главную роь сыграл Аси Даян, с этого момента ставший в Израиле культовым актёром).
В одной из операций «Пальмаха» погиб старший брат Моше — Элияху. Это подтолкнуло Шамира к написанию романа «Бе-мо ядав» («Своими руками», 1951; в русском переводе издан в 1979 году, изд-во «Библиотека-Алия», Иерусалим). Роман стал отчасти биографичным, а личность брата превратилась в обобщённый портрет представителя поколения на фоне формирующейся жизни ишува. История его семьи стала и основой другого его романа «Ло рахок мин ха-эц» («Недалеко от дерева», 1983). Эта документальная книга о типической семейной истории строителей государства, составленная по письмам, документам и фотографиям пяти поколений, описывает период с 1893 по 1973 год.
В романе 1959 года «Ки эром ата» («Ибо наг ты») Шамир рассказал о молодых активистах движения, о их взрослении и становлении. В его романах создан собирательный образ уроженца Эрец-Исраэль, который стал мифологическим образом еврея новой сионистской эры в противоположность еврею галута.
Его романы были по большей части историческими. В них показано становление общественных идеологий, национальных лидеров. А также изображены конфликты, которые существуют и в наше время.
В 1954 году создал роман «Мелех басар ва-дам» («Царь — тоже смертный»), в котором рассказывается о правлении Александра Янная. В романе показаны взаимоотношения теократии и монархии, фарисеев и эллинизаторов. Говорится о праве евреев на Эрец-Исраэль и о её границах. Для реалистичности были использованы литературные памятники эпохи Второго храма. К этому же историческому периоду относится и его пьеса «Милхемет бней ор» («Война сынов света», 1955). В ней повествуется о бунте иудеев против Александра Янная. А его роман о хетте Урии «Кивсат ха-раш» («Овечка бедняка») осмысляет нормы военного времени уже с этических позиций.
Также вопросы национальной этики раскрыты и в пьесе «Ха-йореш» («Наследник», 1963). Пьеса посвящена отношению израильтян к процессу над Адольфом Эйхманом и к получению денежных компенсаций из Германии.
В 1966 году написан роман «Ха-гвуль» («Граница»). В нём на примере приграничных кварталов Иерусалима показан конфликт между арабами и евреями, позднее приведший к Шестидневной войне.
Шамир отрицательно относился к возможности политического диалога с арабами. И это нашло выражение в публицистических книгах «Хаяй им Ишмаэль» («Моя жизнь с исмаильтянами», 1968) и «Натан Альтерман: мешорер ке-манхиг» («Натан Альтерман. Поэт как вождь», 1988) — о поэте, с которым Шамир дружил и сотрудничал в Движении за неделимый Израиль («Эрец-Исраэль ха-шлема»).
В 1988 году он написал трилогию «Рахок ми-пниним» («Дороже жемчугов», 1988). В неё вошли романы «Иона ми-хацер зара» («Голубь с чужого двора»), «Хинумат ха-кала» («Свадебная фата») и «Ад ха-соф» («До конца»). В них писателем переосмыслены образы, идеи и идеалы поколения Пальмаха.
Его статьи о литературе собраны в книге «Ха-беад ве-ха-негед» («За и против», 1989).
Шамир признан ведущим писателем поколения «Пальмаха». Он написал более десяти романов, около 20 пьес, большинство из которых было поставлено в израильских театрах, статьи и другие произведения.
Шамир был удостоен литературных премий имени А. М. М. Усышкина (1948), И. Х. Бреннера (1953), Х. Н. Бялика (1955), Премии Израиля (1988) и других, его произведения переведены на многие языки, по ряду из них сняты телефильмы.